# Чайлахян, Левон Михайлович
Лево́н Миха́йлович Чайлахя́н (21 июня 1928 года, Ереван, АрмССР,СССР — 23 февраля, 2009 года, Пущино, Московская область, Россия) — советский и российский физиолог, специалист в области физиологии растений, директор ИТЭБ РАН (1990—2001), член-корреспондент АН СССР (1984), член-корреспондент РАН (1991).

## Биография
Родился 21 июня 1928 года в Ереване.
Отец — армянский советский физиолог растений, академик АН СССР М. Х. Чайлахян (1902—1991).
Мать — Тамара Карповна, урождённая Аматуни — армяно-русский переводчик и талантливый педагог.
В 1952 году — окончил биофак МГУ, со второго курса был тесно связан с кафедрой физиологии человека и животных, Связь не прервалась и после окончания ВУЗа.
В 1958 году — защитил кандидатскую диссертацию и был принят на работу в Институт биофизики АН СССР.
В 1961 году (по приглашению математика Израиля Моисеевича Гельфанда) пришёл работать в организованный Теоретический отдел института.
В 1968 году — защитил докторскую диссертацию.
С 1975 года — заведующий Лаборатории информационных процессов в живых системах в Институте проблем передачи информации АН СССР, куда был переведён Теоретический отдел.
В 1984 году — был избран членом-корреспондентом АН СССР, а в 1991 году — стал членом-корреспондентом РАН.
В 1990 году — переехал в г. Пущино, так как был избран директором Института теоретической и экспериментальной биофизики РАН, и работал в этой должности вплоть до 2001 года, и до последних дней продолжал руководить созданной им Лабораторией биофизики клетки и межклеточных взаимодействий.

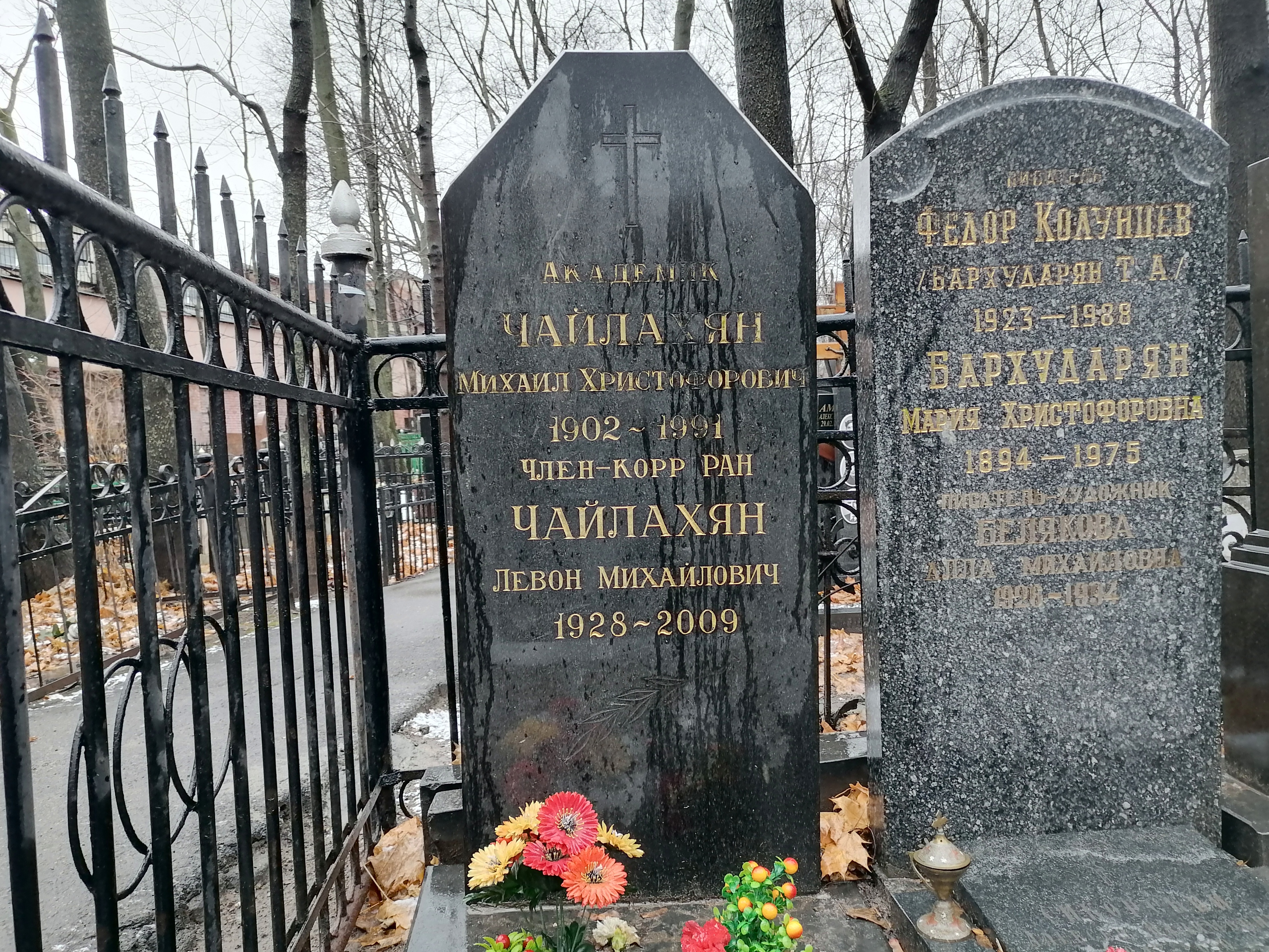
Могила на Армянском кладбище

Умер 23 февраля 2009 года. Похоронен на Армянском кладбище рядом с отцом.

## Научная деятельность
Специалист в области электрофизиологии возбудимых тканей и физиологии межклеточных взаимодействий.
Автор около 450 работ.
На последнем этапе научной деятельности вёл исследования в области эмбриологии: совместно с Б. Н. Вепринцевым, Т. А. Свиридовой и В. А. Никитиным впервые удалось клонировать млекопитающее животное, и научная работа по результатам этого эксперимента была опубликована в 1987 года, за 10 лет до появления знаменитой овечки Долли.
Им была написана монография «Истоки происхождения психики, или сознания» (1992), в которой обсуждается вопрос о том, в какой мере изучение математических и компьютерных моделей искусственного интеллекта может приблизить исследователей к пониманию человеческого сознания. Основное заключение книги состоит в том, что психика, возникшая в процессе эволюции, принципиально отличается от систем искусственного интеллекта.
Много лет читал на кафедре физиологии биофака и кафедре биофизики физфака МГУ спецкурс по физиологии возбудимых тканей, был деканом Учебного центра физиологии и биофизики в Пущинском государственном университете, с 1975 года был членом Научного совета заочной школы при МГУ.
Был ярым противником «лысенковщины»: подписал несколько писем с критикой Т. Д. Лысенко, а в 1965 году помогал Н. Н. Семёнову подготовить статью, которая для научной общественности была важным сигналом о конце господства лысенковщины.
Являлся председателем Дома учёных в Пущино.

## Семья
- Отец — Михаил Христофорович (1902—1991)[4].
- Мать — Тамара Карповна Аматуни[4].
  - Сестра — Мариам Михайловна Чайлахян (р. 1949)[4].